# Palmerino
Palmerino é um distrito do município de Alto Rio Novo, no Espírito Santo . O distrito possui  cerca de 1 300 habitantes e está situado na região norte do município .